# Soulfly (альбом)
Soulfly — дебютный студийный альбом группы Soulfly. Вышел в апреле 1998 года на лейбле Roadrunner Records.
В записи принимали участие многие известные музыканты. Альбом получил статус золотого от RIAA 16 ноября 2006 года.
Музыка — Макс Кавалера, кроме «Bleed» (Кавалера, Фред Дерст), «Umbabarauma» (Бен), «The Song Remains Insane» (Кавалера, D-Low, R.D.P.) «Prejudice» (Кавалера, Веббе). Альбом вышел в нескольких вариантах.

## Список композиций
| №                   | Название                                                                 | Текст песни               | Длительность |
| ------------------- | ------------------------------------------------------------------------ | ------------------------- | ------------ |
| 1.                  | «Eye for an Eye» (при участии Дино Касареса и Бёртона К. Белла)          |                           | 3:35         |
| 2.                  | «No Hope = No Fear»                                                      |                           | 4:36         |
| 3.                  | «Bleed» (при участии Фреда Дёрста и DJ Lethal)                           |                           | 4:07         |
| 4.                  | «Tribe»                                                                  |                           | 6:02         |
| 5.                  | «Bumba» (при участии Los Hooligans)                                      |                           | 3:59         |
| 6.                  | «First Commandment» (при участии Чино Морено)                            |                           | 4:29         |
| 7.                  | «Bumbklaatt»                                                             |                           | 3:52         |
| 8.                  | «Soulfly»                                                                |                           | 4:49         |
| 9.                  | «Umbabarauma» (кавер на песню Жоржи Бен Жора; при участии Los Hooligans) |                           | 4:11         |
| 10.                 | «Quilombo» (при участии Benji Webbe и DJ Lethal)                         |                           | 3:44         |
| 11.                 | «Fire»                                                                   |                           | 4:21         |
| 12.                 | «The Song Remains Insane»                                                |                           | 3:40         |
| 13.                 | «No» (при участии Кристиан Волберс)                                      |                           | 4:00         |
| 14.                 | «Prejudice» (при участии Benji Webbe)                                    | Max Cavalera, Benji Webbe | 6:52         |
| 15.                 | «Karmageddon» (содержит скрытый трек "Sultao Das Matas")                 |                           | 5:44         |
| Общая длительность: | Общая длительность:                                                      | Общая длительность:       | 68:03        |

| №                   | Название                                                  | Автор(ы)            | Длительность |
| ------------------- | --------------------------------------------------------- | ------------------- | ------------ |
| 16.                 | «Cangaceiro»                                              |                     | 2:19         |
| 17.                 | «Ain't No Feeble Bastard» (Discharge cover)               | Terence Roberts     | 1:39         |
| 18.                 | «The Possibility of Life's Destruction» (Discharge Cover) | Roberts             | 1:28         |
| Общая длительность: | Общая длительность:                                       | Общая длительность: | 1:12:50      |

| №                   | Название            | Длительность |
| ------------------- | ------------------- | ------------ |
| 19.                 | «Blow Away»         | 4:07         |
| Общая длительность: | Общая длительность: | 1:16:57      |

| №   | Название                                | Длительность |
| --- | --------------------------------------- | ------------ |
| 1.  | «Tribe» (Fuck Shit Up Mix)              | 5:35         |
| 2.  | «Quilombo» (Extreme Ragga Dub Mix)      | 3:23         |
| 3.  | «Umbabarauma» (World Cup Mix)           | 3:43         |
| 4.  | «No Hope = No Fear» (Live)              | 4:16         |
| 5.  | «Bleed» (Live)                          | 4:35         |
| 6.  | «Bumba» (Live)                          | 3:27         |
| 7.  | «Quilombo» (Live)                       | 4:08         |
| 8.  | «The Song Remains Insane» (Live)        | 2:20         |
| 9.  | «Eye for an Eye» (Live at Indigo Ranch) | 3:32         |
| 10. | «Tribe» (Tribal Terrorism Mix)          | 4:17         |
| 11. | «Umbabarauma» (Brasil 70 Mix)           | 4:27         |
| 12. | «Quilombo» (Zumbi Dub Mix)              | 3:24         |
| 13. | «Soulfly» (Eternal Spirit Mix)          | 5:27         |

| №   | Название                                                               | Длительность |
| --- | ---------------------------------------------------------------------- | ------------ |
| 1.  | «Eye for an Eye (Live)»                                                | 3:46         |
| 2.  | «No Hope = No Fear (Live)»                                             | 4:08         |
| 3.  | «Spit (Live)» (Sepultura cover)                                        | 2:44         |
| 4.  | «Bleed (Live)»                                                         | 4:28         |
| 5.  | «Beneath the Remains/Dead Embryonic Cells (Live)» (Sepultura covers)   | 3:41         |
| 6.  | «Tribe (Live)»                                                         | 6:33         |
| 7.  | «Bumba (Live)»                                                         | 3:10         |
| 8.  | «Refuse/Resist (Live)» (Sepultura cover)                               | 3:43         |
| 9.  | «Quilombo (Live)»                                                      | 4:00         |
| 10. | «Roots Bloody Roots (Live)» (Sepultura cover)                          | 3:24         |
| 11. | «Attitude (Live)» (Sepultura cover)                                    | 3:51         |
| 12. | «The Song Remains Insane (Live)»                                       | 3:54         |
| 13. | «No (Live)»                                                            | 5:08         |
| 14. | «Max Cavalera Spoken Word Performance» (Crossing Border Festival 1997) | 17:28        |
| 15. | «Spoken Word Jam» (Crossing Border Festival 1997)                      | 4:19         |
| 16. | «Eye for an Eye» (4-track Demo Version)                                | 3:29         |

## Участники записи

### Основной состав
- Макс Кавалера (Max Cavalera) — гитара, вокал, беримбау
- Марсело Диас (Marcelo Dias) — бас
- Джексон Бандейра (Jackson Bandeira) — гитара
- Рой Майорга (Roy Mayorga) — ударные

### Прочие участники
- Логан Мейдер — гитара
- Роб Аньелло — техник
- Марио Кальдато — продюсер
- Стеффан Чирази — оформление буклета для переиздания
- Монте Коннер — продюсирование периздания
- Андерс Дон — продюсер
- Кевин Эстрада — продюсирование периздания, фотографии
- Стивен Хартонг — ассистент
- Чак Джонсон — техник
- Ричард Каплан — техник
- Джо Кирхер — фото обложки
- Глен Лаферман — фотограф
- Джейкоб Ленгкилд — техник
- Джордж Марино — мастеринг
- Ларри Макдональд — конга
- Кристи Приске — фотограф
- Марсело Д. Рапп— бас
- Росс Робинсон — продюсер
- Майк Ропер — дизайн
- Стив Сиско — сведение
- Джан Сньюм — исполнительный продюсер
- Пол Стотлер — дизайн

## Чарты
| Чарт(1998)       | Позиция |
| ---------------- | ------- |
| US Billboard 200 | 79      |

## Сертификации
| Страна | Сертификация | Продажи  |
| ------ | ------------ | -------- |
| США    | Золотой      | 500,000+ |